# Saint-Max
Saint-Max é uma comuna francesa, situada no departamento de Meurthe-et-Moselle na região de Grande Leste.
Aos habitantes são se chamados de Maxois.

## Geografia
Saint-Max situa-se a nordeste da França, dentro do subúrbio de Nancy

## Presidentes/Perfeitos da câmara municipal de Saint-Max
- Marius Choltus (de 1944 a 1983)
- Gérard Léonard, (foi para a quinta das tabuletas em 6 de Junho de 2006)
- Gérard Stoerkel, (a partir de 19 de Junho 2006)

## Cidades gémeas/gêmeas
- Astoria (Oregon), EUA, desde 1963
- Kırklareli, Turquia, desde 1970
- Saint-Max, França, desde 1985
- Waldorf (Maryland), EUA, desde 2002
- Freeport (Nova Iorque), EUA, desde 200

## Origem toponímica
O primeiro texto a mencionar a existência de SAINT-MAX data de 1263, no momento onde o regente, o Duque de Lorraine, Ferry III.
SAINT-MAX nasceu a partir de um pequeno edificio religioso, provavelmente fortificado, que hoje em dia a torre dos sinos é a torre da Igreja de Saint-Médard.
Após 1263, é encontrado menções desta pequena cidade em muitos textos, mas com pequenas váriações no nome ao longo do tempo: 
- no século XIII, SAINT-MARD,
- no séc. XV, SAINT-MARC,
- no séc. XVI, SAINCT-MAY, SAINCT-MARC, SAINCT-MACH e SAINT- MAIX,
- no séc. XVIII,  SAINT Mâ e depois finalmente SAINT-MAX, o nome actual aparece pela primeira vez em 1772 ;
- na revolução, a cidade carregará numa maneira transitoria o nome de Mâ-LA-MONTAGNE ou MAX-LA-MONTAGNE.

Esta cidade é famosa, graças às suas vinhas.